# Portarlington
Portarlington (irl. Cúil an tSúdaire) – miasto w Irlandii w hrabstwie Laois, leżące przy rzece Barrow, która to stanowi tutaj granicę pomiędzy hrabstwami: Laois i Offaly. Liczba mieszkańców w 2011 roku wynosiła 5847 osób.